# Kanton Cloyes-sur-le-Loir
Kanton Cloyes-sur-le-Loir (francouzsky Canton de Cloyes-sur-le-Loir) je francouzský kanton v departementu Eure-et-Loir v regionu Centre-Val de Loire. Tvoří ho 15 obcí.

## Obce kantonu
- Arrou
- Autheuil
- Boisgasson
- Charray
- Châtillon-en-Dunois
- Cloyes-sur-le-Loir
- Courtalain
- Douy
- La Ferté-Villeneuil
- Langey
- Le Mée
- Montigny-le-Gannelon
- Romilly-sur-Aigre
- Saint-Hilaire-sur-Yerre
- Saint-Pellerin